# HD 126400
HD 126400，又名CD-2610280，SAO 182535、HR 5399，是一颗恒星，视星等为6.48，位于銀經327.67，銀緯31.45，其B1900.0坐标为赤經14h 20m 1.3s，赤緯-26° 31.45′ 55″。